# Abedi Pelé
Abedi Pelé (Kibi, 1964. november 5. –) ghánai válogatott labdarúgó. Jelenleg a ghánai másodosztályban érdekelt Nania elnöke.

## Sikerei, díjai
- Csapatban:
  - UEFA-bajnokok ligája győztes: 1992-1993
  - BEK döntős: 1990-1991
  - Ligue 1 bajnok: 1990-1991, 1991-1992
  - Prince of Qatar Cup győztes: 1983
  - AFC-bajnokok ligája bronzérmes: 1999
  - President's Cup győztes: 1999
  - Emir Cup győztes: 1999-2000
  - Afrikai nemzetek kupája győztes: 1982
  - Afrikai nemzetek kupája döntős: 1992
  - Nyugat-afrikai nemzetek kupája győztes: 1982, 1983, 1984

## Fordítás
- Ez a szócikk részben vagy egészben  az   Abedi Pele című angol Wikipédia-szócikk fordításán alapul.  Az eredeti cikk szerkesztőit annak laptörténete sorolja fel. Ez a jelzés csupán a megfogalmazás eredetét és a szerzői jogokat jelzi, nem szolgál a cikkben szereplő információk forrásmegjelöléseként.